# HellermannTyton
Die HellermannTyton Group ist ein Hersteller von Produkten zum Bündeln, Befestigen, Schützen, Kennzeichnen und Verarbeiten von Kabeln und Leitungen und deren Anschlusskomponenten.
Weiterhin entwickelt das Unternehmen Systeme im Bereich Daten- und Netzwerktechnik. Sitz des weltweit in 39 Schwesterunternehmen agierenden Unternehmens ist Tornesch. Zwölf der Standorte sind zugleich Fabrikationsstätten für die mehr als 60.000 Produkte, die das Unternehmen in seinem Produktportfolio führt. Am Standort Tornesch werden sowohl Standardprodukte für Kunden als auch komplexe Teile für sehr spezifische Anwendungen (z. B. für die Automobilindustrie) produziert.
Die bekanntesten Produkte von HellermannTyton sind Kabelbinder, Schrumpfschläuche, Kabelschutzsysteme, Etiketten und Verarbeitungswerkzeuge für die hergestellten Produkte.
Die Aktien des Unternehmens waren von 2. April 2013 bis 18. Dezember 2015 an der London Stock Exchange notiert und im FTSE 250 enthalten, bis es von Delphi Automotive im Dezember 2015 erworben wurde. Das Delphi-Geschäftsfeld, das sich mit automatisiertem Fahren und der Elektrifizierung von Fahrzeugen befasst, nennt sich seit 5. Dezember 2017 Aptiv.

## Geschichte

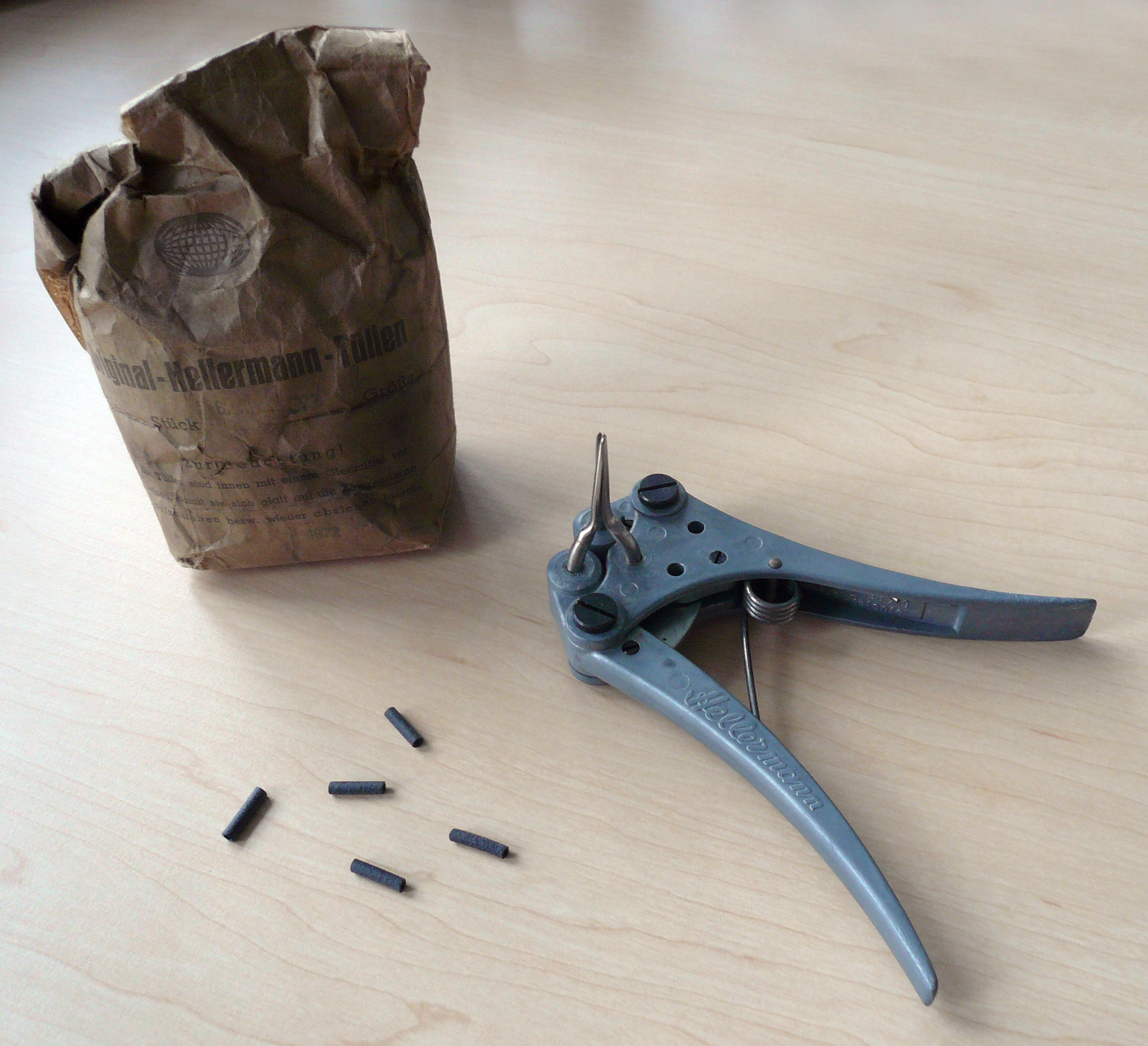
Eines der ersten Produkte von Hellermann: Dreidornzange und Kabeltüllen

Paul Hellermann hat 1935 die gleichnamige GmbH gegründet und zunächst mit Gummitüllen gehandelt. Der erste Geschäftssitz war 'Große Bleichen' in der Nähe der Hamburger Binnenalster. In den gleichen Räumlichkeiten befand sich später das Ohnsorg-Theater, welches 2011, nach 75 Jahren an diesem Standort, in das Bieberhaus am Heidi-Kabel Platz umzog. Wenige Jahre später ist die Hellermann-Dreidornzange zum Aufweiten und Aufbringen von Tüllen zum Markenzeichen geworden.
1960 zog das Unternehmen von Hamburg nach Pinneberg (Schleswig-Holstein) in die Siemensstraße um. Fünf Jahre nach dem Umzug in die Kreisstadt Pinneberg wurde ein neues System zur Bündelung von Kabeln und Leitungen vorgestellt, welches mit Endlosmaterial arbeitet, das Tyton-System. Der Produktname „Tyton“ wurde ab 1999 in den Unternehmensnamen integriert, als die Hellermann-Gruppe unter dem Markennamen HellermannTyton zusammengefasst wurde.
1981 wurde das Tochterunternehmen Hellermann Engineering, heute HellermannTyton Engineering GmbH, zur Herstellung eigener Spritzguss-Werkzeuge gegründet.
2000 zog die deutsche GmbH, mit ihren damals 270 Mitarbeitern, nach Tornesch (Kreis Pinneberg, Schleswig-Holstein) um. Dort wurde „auf der grünen Wiese“ ein neues Verwaltungs- und Produktionsgebäude inkl. automatischem Hochregalsystem gebaut. Der Neubau wurde im Jahre 2006 erweitert, wobei die Lagerkapazität mehr als verdoppelt wurde.
Im Juli 2015 wurde bekannt, dass HellermannTyton von der britischen Delphi Automotive übernommen wird. Am 18. Dezember 2015 wurde die Übernahme abgeschlossen und HellermannTyton ist fortan nicht mehr an der London Stock Exchange notiert. HellermannTyton wurde Bestandteil der Elektro-/Elektronik-Architektur-Sparte von Delphi. Nach der Übernahme wurde der Sitz von HellermannTyton von Crawley wieder nach Tornesch zurückverlegt. 
Im März 2015 erfolgte der offizielle Spatenstich für den vierten Bauabschnitt, die Erweiterung der Logistikfläche um weitere 6.600 m² sowie um zusätzliche 5.400 m² Bürofläche in zwei Obergeschossen, am Standort Deutschland.
Am 13. September 2024 firmiert die deutsche HellermannTyton GmbH in HellermannTyton GmbH & Co. KG um.

## Bedeutung für die Region

Das erste Logo der Paul Hellermann GmbH. Es wurde 1999 von dem heute gültigen Logo, dem HellermannTyton-Schriftzug in Blau und Rot, abgelöst.

HellermannTyton ist einer der wichtigsten Arbeitgeber und Steuerzahler der Stadt Tornesch. In dem neuen Industriegebiet beschäftigt das Unternehmen über 800 Mitarbeiter.
Das Unternehmen bildet in kaufmännischen und gewerblichen Berufen aus. Es beschäftigt rund 30 Auszubildende in folgenden Berufen:
- Elektroniker für Betriebstechnik
- Fachkraft für Lagerlogistik
- Fachlagerist
- Werkzeugmechaniker Fachrichtung Formbau
- Verfahrensmechaniker für Kunststoff- und Kautschuktechnik
- Industriemechaniker
- Industriekaufmann/-frau
- Duales Studium zum „Bachelor / Business Administration“ bzw. "Bachelor / Logistik Management"[17]

## Märkte und Produkte
Die Produkte werden in vielen Industriebereichen wie der Luftfahrt, dem Schienenfahrzeugbau und dem Maschinenbau verwendet und zum Teil über den Elektrofachgroßhandel vertrieben.
Darüber hinaus entwickelt das Unternehmen seit ca. 1980 Befestigungselemente wie Kabelkanäle und Halte-Clips für den Automobilbereich. So werden Befestigungselemente und Kabelbinder in Türen, im Motorraum und am gesamten Kabelbaum verwendet. Im Motorraum werden z. B. Kabel, Schläuche und Leitungen gehalten und befestigt. Neben den Standard-Kunststoffteilen, wie Kabelbindern, Schrumpfschläuchen etc. werden kundenspezifische Produkte diverser Anwendungsgebiete auf Basis der spezifischen Anforderungen entwickelt. Neben den oben genannten Industrien entwickelt HellermannTyton seit mehr als 30 Jahren Produkte speziell für die Automobilindustrie. Unter Einsatz von CAD- und Rapid-Prototyping-Systeme entstehen spezielle Befestigungselemente, z. B. für diverse Steuergeräte, die Metallteile ersetzen oder Vibration, Geräuschentwicklung und Rutschen verhindern. Ein wichtiges Geschäftsfeld des Mutterkonzerns APTIV ist der Bereich „Vernetztes Auto“.

### Herstellungsverfahren
In der deutschen Produktionsstätte werden folgende Herstellungsverfahren angewendet: Spritzguss, Extrusion, Entwicklung und Montage von Verarbeitungswerkzeugen und Laserschweißen. Der Schwerpunkt der Produktion liegt auf dem Spritzgussverfahren zur Herstellung der Kunststoffprodukten. Dabei wird granulierter Kunststoff, das sogenannte Granulat, zum Beispiel Polyamid, durch Erhitzung verflüssigt und in eine Form gespritzt.

### Verwendete Rohstoffe
Für die Produkte aus Kunststoff wird vorrangig Polyamid 6.6 (PA66) verarbeitet. Weitere Stoffe sind Polypropylen (PP), Polyamid 12 (weniger hygroskopisch als PA66) und Polyamid 4.6 (hitzebeständiger als PA66). Des Weiteren werden sogenannte "Designerpolymere" wie Polyetheretherketon (kurz PEEK), Polyamid 4.6 (PA46) und E/TFE (Tefzel®) verwendet. Dabei handelt es sich um hitzeresistente Materialien, die für Anwendungen geeignet sind, bei denen Temperaturen von +150 °C (PA 46), +170 °C (E/TFE (Tefzel®)), +240 °C (PEEK) (Dauerbetriebstemperatur) erreicht werden.
Der Materialverbrauch liegt bei über 10.000 Tonnen im Jahr (Stand 2012). Seit 2012 stellt das Unternehmen Kabelbinder aus PA11 her. Dieser Rizinusöl-Kunststoff basiert auf nachwachsenden Rohstoffen. Einsatzgebiete für diese Kabelbinder sind hauptsächlich Solaranlagen und Offshore-Windparks. Des Weiteren werden bspw. Schwerlast-Kabelbinder aus Edelstahl hergestellt, die höheren Belastungen standhalten müssen. Diese Kabelbinder werden zum Beispiel bei Offshore-Windpark, in der chemischen Industrie und im Bergbau verwendet.

### Zertifizierungen
HellermannTyton wird seit Februar 2013 in der EG-Datenbank der reglementierten Beauftragten und bekannten Versender (RAKCD) geführt. Der bekannte Versender besitzt einen besonderen Status: Er gilt als „zuverlässig und vertrauenswürdig“ und kann Luftfrachtsendungen innerhalb der Transportkette bereits „sicher“ abfertigen und übergeben und so eine vereinfachte Frachtabfertigung am Flughafen in Anspruch nehmen.
Ebenso besitzt das Unternehmen die Zertifizierung als Zugelassener Wirtschaftsbeteiligter (AEO – „Authorized Economic Operators“). Ein zugelassener Wirtschaftsbeteiligter kann u. a. innerhalb der gesamten Europäischen Union ohne erneute umfangreiche Überprüfung besondere Vereinfachungen im Rahmen der Zollabfertigung in Anspruch nehmen.